# Trenčianske Jastrabie
Trenčianske Jastrabie (Hongaars: Ölved) is een Slowaakse gemeente in de regio Trenčín, en maakt deel uit van het district Trenčín.
Trenčianske Jastrabie telt 1.220 inwoners.